# Katarina von Bredow
Anna Petra Katarina Andersson von Bredow, ogift Lindén, född 16 februari 1967 i Aneby i Bredestads församling i Jönköpings län, är en svensk författare. 
Katarina von Bredow skriver romaner för ungdomar i tonåren. Böckerna handlar ofta om problematisk kärlek, till exempel som i debutboken Syskonkärlek där hon skildrar en kärleksrelation mellan två syskon. Hon skriver öppet om tonåringars känslor och sexualitet. Ett annat motiv är den grymma skolvärlden och fegheten som gör att ingen ställer upp för den som mobbas.

## Biografi
Katarina von Bredow, som i unga år hette Petra Lindén, är dotter till typografen Birger Lindén och Dolly, född Swahn, samt styvdotter till utrikeskorrespondenten Hans Granqvist. Hon växte upp i Aneby och Jönköping men gick ett år på konstskola i Stockholm. Vid 15 års ålder flyttade hon ihop med journalisten Einar von Bredow och de gifte sig när hon fyllt 18. I tre år bodde de i Spanien. År 2000 skilde de sig och Katarina von Bredow gifte om sig med Kjell Andersson (född 1945). Paret har två söner.

## Priser och utmärkelser
- 1994 – Tyska ungdomsbokpriset Buxtehuder Bulle för Syskonkärlek[2]
- 1995 – Tyska ungdomsbokpriset Junge Jugendbuch Jury för Syskonkärlek
- 1996 – Jönköpings läns landstings Kulturstipendium
- 2004 – Bokjuryn kategori 14–19 år
- 2007 – Pocketpriset kategori ungdomsbok
- 2007 – Bokjuryn kategori 14–19 år
- 2012 – Barnens romanpris av Sveriges Radio för Flyga högt
- 2013 – Astrid Lindgren-priset
- 2013 – Emilpriset
- 2020 – Schullströmska priset för barn- och ungdomslitteratur
- 2021 – Stiftelsen Martha Sandwall-Bergströms författarfonds stipendium [3]